# 乾麻梨子
乾 麻梨子（いぬい まりこ、1983年4月15日 - ）は、朝日放送テレビ（ABCテレビ）所属のアナウンサー。

## 来歴・人物
兵庫県宝塚市の出身で、身長156cm。靴サイズ23cm。A型。小林聖心女子学院小学校・中学校・高等学校から聖心女子大学文学部哲学科 へ進学。高校時代には陸上競技愛好会に所属していた。その一方で、1998年1月期に放送されていたフジテレビ系のテレビドラマである『ニュースの女』を見たことをきっかけに、アナウンサーを志したという。
2006年にアナウンサーとして朝日放送へ入社すると、同年6月1日に番組デビュー。以降は、『NEWSゆう+』のサブキャスターや、『ぐるりん瀬戸内』近畿地方・徳島県担当リポーターなど、朝日放送テレビの報道・情報系番組を中心に出演している。朝日放送ラジオでは、生ワイド番組の『全力投球!!妹尾和夫です』『ドッキリ!ハッキリ!三代澤康司です』で中継リポーターを務めていた。
2010年3月29日から2014年3月28日までは、横山太一と共に、『おはようコールABC』（朝日放送テレビ）のメインキャスターを担当。2014年3月31日からは、朝日放送ラジオが4年9ヶ月振りに復活させた自社制作の生放送番組『よなよな…』の月曜日で、メインパーソナリティ・森脇健児のアシスタントを務めた2015年4月から2017年8月6日までは、『おはようコールABC』のメインキャスターに就任した斎藤真美の後任として、『教えて!ニュースライブ 正義のミカタ』（朝日放送テレビ）のアシスタントも担当していた。
ちなみに、朝日放送ラジオの生放送番組へ本格的に出演するのは、『よなよな…』の月曜日が初めてであった。この出演を機に、2014年度のナイターオフ期間からは、『乾麻梨子のBonBonラジオ!』（同局関連の情報を伝える冠番組）シリーズのパーソナリティも担当している。朝日放送・ラジオ大阪・毎日放送の在阪民放ラジオ3局がFM補完放送（ワイドFM）を開始する2016年からは、朝日放送代表の「ワイドFM大使」 として、毎日放送やラジオ大阪のレギュラー番組、3局共同制作の番組、および関連イベントに出演。同年の4月改編からは、『道上洋三の健康道場』（朝日放送ラジオ制作・JRN10局ネットで放送中の番組）で、川添佳穂に代わって「筆頭門下生」（アシスタント）を務めた。
ニックネームは「いぬぬ」。針金モールでマスコットを作る特技を持っている。その一方で、『よなよな…』で森脇と共演していた縁で、31歳の誕生日に「森脇健児陸上部」の女子部へ入部した。
2016年5月9日に一般男性との結婚、2017年6月5日に第1子の懐妊を『よなよな…』で発表した。2017年10月から1度目の産前産後休暇に入った後に、第1子の出産を経て、2019年4月1日付でアナウンサーとして復帰した。復帰後は定時ニュースを主に担当していたが、第2子を懐妊したため、2019年の9月中旬から2度目の産前産後休暇に入る。2024年4月1日付で2度目の職場復帰。その復帰までに、第3子も出産していたことを公表した。

## 出演番組・作品

### 現在
- ABCニュース（テレビ・ラジオとも不定期で担当）

#### ラジオ
- きっちり!まったり!桂吉弥です（2代目パートナー、2025年1月10日 - ）
  - 初代パートナーの塚本麻里衣が2度目の産前産後休暇に入ることに伴い起用。

### 過去

#### テレビ
- NEWSゆう+（サブキャスター、2009年3月 - 2010年3月） 
  - ぐるりん瀬戸内（『ABC NEWSゆう』→『NEWSゆう+』金曜日内、2007年4月 - 2010年3月）
- キャスト
  - 『NEWSゆう+』の後継番組で、サブキャスターの塚本麻里衣が休暇時に代演。2016年3月14日（月曜日）放送分には、「ワイドFM大使」として出演した。
- 公造とアナアナ（2008年4月 - 2009年3月）
- 笑いの金メダル（2006年7月2日）
- 全国高校野球選手権大会中継（テレビ）
  - 高校野球SUNSUNリポート - 2006年・2007年
  - 甲子園スタジオ担当 - 2010年
- 朝だ!生です旅サラダ（近畿圏および徳島県内からの中継リポーター）
- 公造のいえ
- ムーブ!（『ムーブ!の疑問』のリポーター）
- bijin-tokei×ABC（2010年3月、喜多ゆかり・八塚彩美と共演）
- コヤブ歴史堂〜にゃんたの（秘）ファイル〜（ナレーター）
- おはようコールABC（メインキャスター、2010年3月29日 - 2014年3月28日）
- 教えて!ニュースライブ 正義のミカタ（2015年4月 - 2017年8月5日、2代目アシスタント）
- キニナリーノ!（ナレーター）

以下の番組には、「ワイドFM大使」として出演。
- ちちんぷいぷい（毎日放送、2016年3月1日）[4]

#### ラジオ
- 全力投球!!妹尾和夫です（中継リポーター、2006年10月 - 2009年6月）
- ドッキリ!ハッキリ!三代澤康司です（リポーター、2009年7月8日 - 2010年3月31日）
  - 中継コーナーの消滅を機にリポーターを降板した後も、番組内の『ABCニュース』を随時担当。2016年3月14日放送分には、「ワイドFM大使」として出演した。
- ラジオドラマ『ザ・ジョーカー』（番組前後のナレーション、提供クレジット読み担当。2007年10月 - 2008年3月）
- よなよな…月曜日（初代アシスタント、2014年3月31日 - 2017年9月25日）
- 乾麻梨子のちょびっと（2015年10月12日 - 10月14日）
- 伊藤史隆のOn-site RADIO（ゲストパートナー、2017年4月24日）
- 乾麻梨子のBonBonラジオ!（2014年10月 - 2015年3月、2015年10月 - 2017年10月1日）
- 乾麻梨子のサンデーBonBonラジオ!（2015年10月 - 2016年3月）
- 宗教の時間（朗読）
- 道上洋三の健康道場（2016年4月 - 2017年10月7日）
- 辛坊治郎のズバリ&どうよ!（2019年5月11日）
  - 『週刊ニュース解説 辛坊治郎のズバリ&どうよ!』（同年7月放送開始）のパイロット版。

以下はいずれも、「ワイドFM大使」として出演した毎日放送・ラジオ大阪制作の番組や、両局との共同制作による特別番組。
- 浅越ゴエのニュースターラジオ（毎日放送、2016年3月2日）[5]
- モーニングライダー! 藤川貴央です（2016年3月9日、ラジオ大阪）
- 松井愛のすこ～し愛して♥（2016年3月14日、毎日放送）
- ほんまもん!原田年晴です（2016年3月14日、ラジオ大阪）
- ほんまもんのワイドFMをハッキリ愛して（2016年3月19日） - 毎日放送・ラジオ大阪との共同制作によるワイドFM開始記念特別番組で、3局で同時に生放送。
- ありがとう浜村淳です（2016年3月21日、毎日放送）
- 乾・藤川・玉巻のラブリー・レディオ（2017年3月） - ワイドFM本放送開始1周年を記念した毎日放送・ラジオ大阪との共同制作・事前収録番組で、朝日放送では20日（19日深夜）の0:00 - 0:30に放送[6]。

#### CM
- ABCハウジング（テレビ・ラジオとも、2013年10月 - 2014年3月）
  - 『おはようコールABC』のメインキャスター時代に、同番組で共演した横山太一とのコンビで出演。